# Бертинелли, Валери
Валери Бертинелли (англ. Valerie Bertinelli, род. 23 апреля 1960) — американская актриса и телеведущая, лауреат двух премий «Золотой глобус». Бертинелли наиболее известна благодаря своим ролям в телесериалах «Однажды за один раз» (1975—1984), «Прикосновение ангела» (2001—2003) и «Красотки в Кливленде» (2010—2015). В августе 2012 года она получила именную звезду на Голливудской «Аллее славы».

## Ранние годы

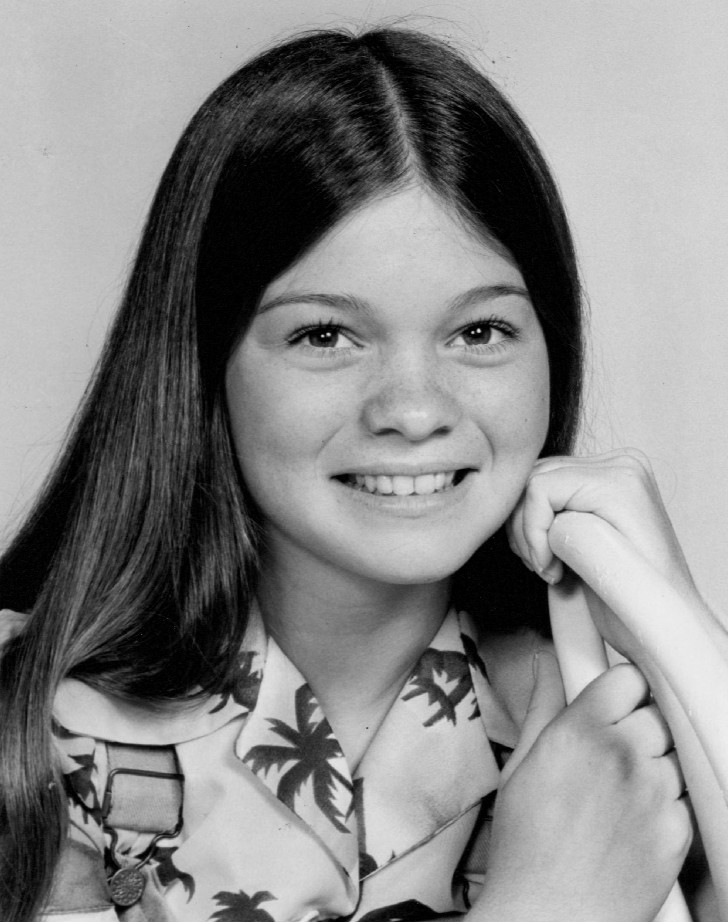
Бертинелли в 1975 году в сериале «Однажды за один раз»

Валери Энн Бертинелли родилась в Уилмингтон, штат Делавэр. Она имеет ирландские и итальянские корни. Будучи ребёнком она начала актёрскую карьеру, а 1978 году, из-за занятости на телевидении, бросила обучение в средней школе. Диплом об образовании она получила лишь тридцать лет спустя, в 2008 году после прохождения необходимых экзаменов.

## Карьера
Бертинелли добилась национальной известности благодаря своей роли Барбары Купер, неконтролируемой дочери героини Бонни Франклин в длительном комедийном сериале «Однажды за один раз», где она снималась с 1975 по 1984 год, на протяжении девяти сезонов. Эта роль принесла ей популярность среди подростков, вследствие чего она регулярно появлялась на обложках журналов, а также часто мелькала в таблоидах, из-за своих романов. В 1981 и 1982 годах она выигрывала премию «Золотой глобус» за лучшую женскую роль второго плана на телевидении за свою роль в шоу.
После завершения «Однажды за один раз», Бертинелли избегала комедийных ролей и ранее отказалась от ролей в кинофильмах «Большое разочарование» и «Танец-вспышка», а вместо этого снялась в двух независимых драмах. Поскольку оба фильма не имели успеха, Бертинелли осталась на телевидении, где сыграла ряд ролей в телефильмах и мини-сериалах.

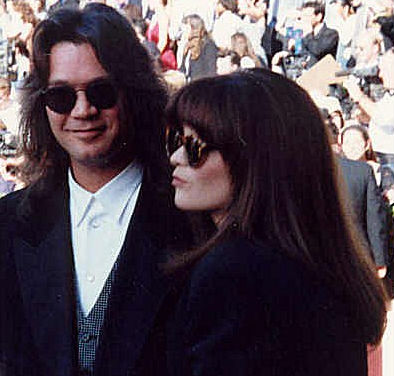
Бертинелли и Эдвард Ван Хален в 1991 году

В начале девяностых, Бертинелли вернулась в комедийный жанр с главными ролями в двух недолго просуществовавших ситкомах «Сидни» (1990) и «Американское кафе» (1993—1994). Её наибольшим успехом в тот период стала главная роли в номинированном на «Эмми» и «Золотой глобус» мини-сериале «Во имя дитя», а также телефильмам «Призрак Хелен Уолкер», «Две матери для Захари» и «Ночные грехи». С 2001 по 2003 год она снималась в сериале «Прикосновение ангела», где играла роль ангела.
В середине двухтысячных, Бертинелли столкнулась с проблемой ожирения и в рамках специальной программы к 2008 году похудела на 40 фунтов. В том же году она выпустила свою первую книгу-автобиографию Losing It: And Gaining My Life Back One Pound At A Time, где рассказывала о своей диете. В следующем году она выпустила ещё одну книгу, Finding It: And Satisfying My Hunger for Life without Opening the Fridge, а в 2012 году — One Dish at a Time, о итальянской кухне.
В 2010 году, Бертинелли вернулась на телевидение с ролью в ситкоме «Красотки в Кливленде», наравне с Уэнди Мэлик, Джейн Ливз и Бетти Уайт. Сериал просуществовал шесть сезонов, насчитывая 128 эпизодов.

## Личная жизнь
В 1970-х годах Бертинелли встречалась со Стивеном Спилбергом. В 1981 году Бертинелли вышла замуж за музыканта Эдварда Ван Халена. У них есть сын Вольфганг Ван Хален (род. в 1991 году). В 2007 году она развелась с мужем из-за его зависимости от кокаина. 1 января 2011 года Бертинелли вышла замуж за Тома Витала.

## Фильмография
| Год       | Название на русском                                    | Название на английском                           | Роль                  | Примечания |
| --------- | ------------------------------------------------------ | ------------------------------------------------ | --------------------- | --- |
| 1974      |                                                        | Apple’s Way                                      | Пегги                 | 1 эпизод |
| 1978      |                                                        | The CBS Festival of Lively Arts for Young People | Мэми Диккенс          | 1 эпизод |
| 1978      | Братья Харди и Нэнси Дрю                               | The Hardy Boys/Nancy Drew Mysteries              | Гвенн/Венди           | 1 эпизод |
| 1979      |                                                        | Young Love, First Love                           | Робин Гибсон          | Телефильм |
| 1979      | Собачья охранная система дома                          | C.H.O.M.P.S                                      | Кейси Нортон          | |
| 1980      |                                                        | The Promise of Love                              | Кэти Уэйкман          | Телефильм |
| 1981      |                                                        | The Princess and the Cabbie                      | Джоанна Джеймс        | Телефильм |
| 1982      |                                                        | I Was a Mail Order Bride                         | Кэти Тоскони          | Телефильм |
| 1984      |                                                        | The Seduction of Gina                            | Джина Бреслин         | Телефильм |
| 1975-1984 | Однажды за один раз                                    | One Day at a Time                                | Барбара Купер         | 207 эпизодов Премия «Золотой глобус» за лучшую женскую роль второго плана — мини-сериал, телесериал или телефильм (1981, 1982) Номинация — Премия «Золотой глобус» за лучшую женскую роль второго плана — мини-сериал, телесериал или телефильм (1983) Номинация — «Молодой актёр» лучшей молодой комедийной актрисе (1981) Номинация — TV Land Award — специальная премия (2005) |
| 1984      |                                                        | Shattered Vows                                   | Мэри Джиллиган        | Телефильм |
| 1985      |                                                        | Silent Witness                                   | Анна Данн             | Телефильм |
| 1986      |                                                        | Ordinary Heroes                                  | Мария                 | |
| 1986      |                                                        | Rockabye                                         | Сюзанна Барток        | Телефильм |
| 1986      | Театр волшебных историй: Аладдин и его волшебная лампа | Faerie Tale Theatre                              | принцесса Сабрина     | 1 эпизод |
| 1987      | С пулей в голове                                       | Number One with a Bullet                         | Тереза Барзак         | |
| 1987      | Я покорю Манхэттен                                     | I’ll Take Manhattan                              | Макси Эмбервилль      | Мини-сериал |
| 1988      | Панчо Барнс                                            | Pancho Barnes                                    | Флоренс «Панчо» Барнс | Телефильм |
| 1989      |                                                        | Taken Away                                       | Стефани Монро         | Телефильм |
| 1990      | Сидней                                                 | Sydney                                           | Сидней Келлс          | 13 эпизодов |
| 1991      | Во имя дитя                                            | In a Child’s Name                                | Анжела Симарелли      | Телефильм |
| 1992      | То, о чём она не знает                                 | What She Doesn’t Know                            | Молли Килкоин         | Телефильм |
| 1993      |                                                        | Murder of Innocence                              | Лори Уэйд             | Телефильм |
| 1993-1994 | Американское кафе                                      | Cafe Americain                                   | Холли Олдридж         | 18 эпизодов |
| 1995      | Призрак Хелен Уолкер                                   | The Haunting of Helen Walker                     | Хелен Уолкер          | Телефильм |
| 1996      |                                                        | A Case for Life                                  | Келли Портер          | Телефильм |
| 1996      | Две матери для Захари                                  | Two Mothers for Zachary                          | Джоди Энн Шеффелл     | Телефильм |
| 1997      | Ночные грехи                                           | Night Sins                                       | агент Меган Омэйлли   | Телефильм |
| 2001-2003 | Прикосновение ангела                                   | Touched by an Angel                              | Глория                | 44 эпизода |
| 2000      | Лично твой                                             | Personally Yours                                 | Сюзанна Стэнтон       | Телефильм |
| 2003      | В поисках Джона Кристмаса                              | Finding John Christmas                           | Кэтлин Маккалистер    | Телефильм |
| 2007      | Клэр                                                   | Claire                                           | Клэр Бэннион          | Телефильм |
| 2008      | Признания голливудской старлетки                       | True Confessions of a Hollywood Starlet          | тетя Труди            | Телефильм |
| 2008      | Юристы Бостона                                         | Boston Legal                                     | Кэрол Хобер           | 1 эпизод |
| 2010—2015 | Красотки в Кливленде                                   | Hot in Cleveland                                 | Мелани Моретти        | Регулярная роль, 128 эпизодов Премия «Грейси» за лучший актёрский состав в комедийном сериале (2013) Номинация — Премия Гильдии киноактёров США за лучший актёрский состав в комедийном сериале (2011) |